# Björn Rosén (företagsledare)
Björn Rosén, född 13 januari 1925 i Norge, död 24 augusti 2007 i Danderyds församling i Stockholms län, var en svensk företagsledare.
Rosén avlade civilingenjörsexamen vid Kungliga Tekniska högskolan i Stockholm 1949 och diplomerades från Handelshögskolan i Stockholm 1950. Han arbetade 1949–1957 vid Hofors bruk och var stålverkschef där 1952–1956. Åren 1957–1960 var han försäljningschef på Svenska Metallverkens Ugns AB i Västerås. Han var verkställande direktör för Sandvik Swedish Steels Ltd i Birmingham 1960–1963 samt försäljningschef för Sandvikens Jernverks AB 1963–1965 och vice verkställande direktör där 1965–1967. Åren 1967–1970 var han verkställande direktör för Aga, 1971–1975 direktör på Svenska Handelsbanken och 1975–1984 vice verkställande direktör och chef för regionbanken Västra Sverige. Han avlade juris kandidatexamen 1983 och filosofie kandidatexamen 1993. Åren 1985–1995 innehade han styrelse- och konsultuppdrag. Han invaldes i Kungliga Ingenjörsvetenskapsakademien 1986. Björn Rosén är gravsatt på Båstads Nya begravningsplats.